# Teleprinter

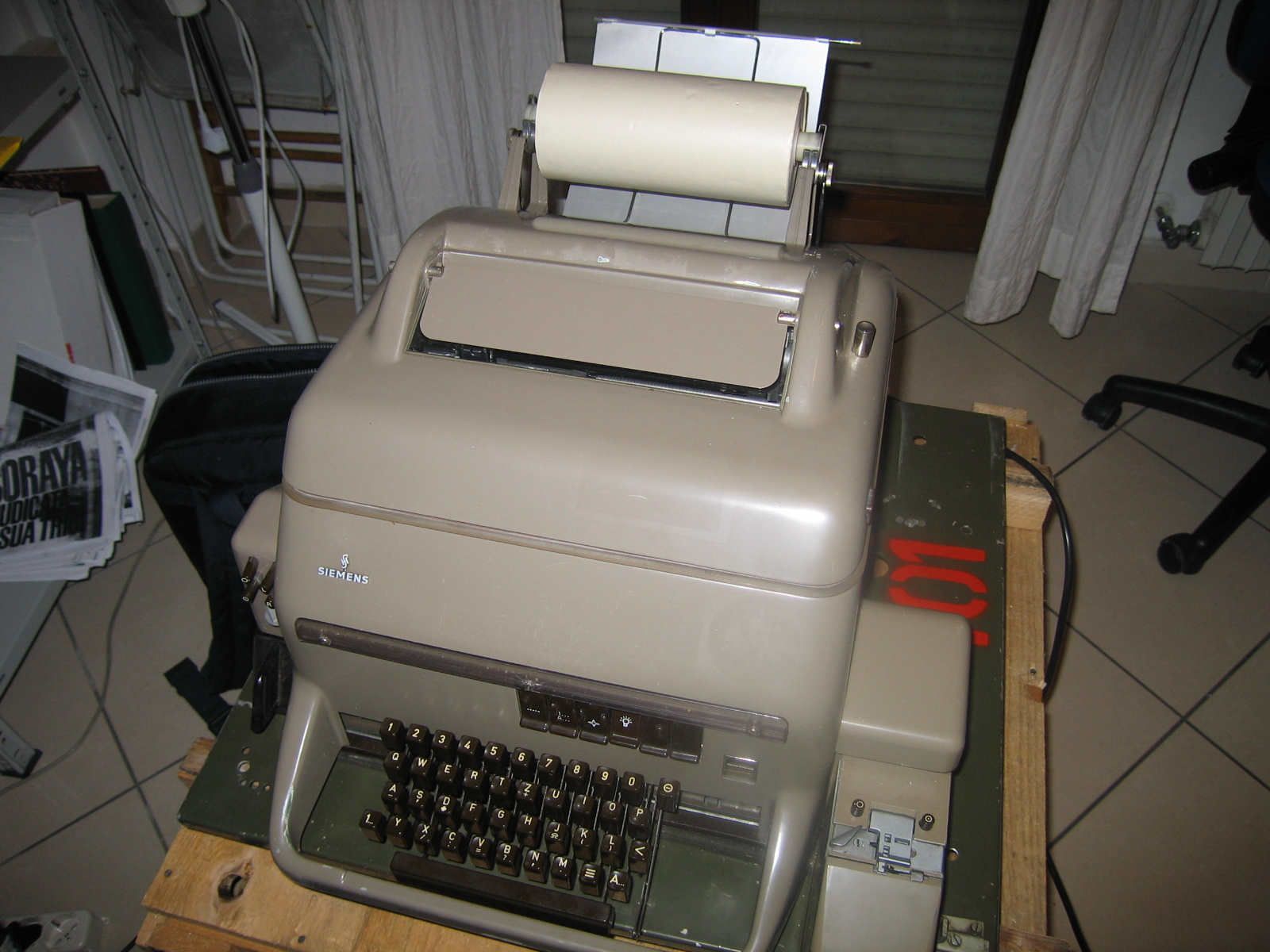
Teleprinter van Siemens

Een teleprinter, teletypewriter, teletype of TTY van TeleTYpe/TeleTYpewriter, is een verouderde elektro-mechanische schrijfmachine, waarmee getypte tekst op een andere plaats kan worden afgedrukt. De teleprinter en de telex hadden grote overeenkomst.